# Konkav
Udtrykket konkav bruges om overflader der buer indad. En konkav funktion er en funktion, der buer "nedad" i modsætning til en konveks funktion, der buer "opad". Mere nøjagtigt gælder, at hvis f(x) er konkav inden for et interval, så er f''(x) ≤ 0 over samme interval.